# Steve Israel
Steven J. Israel (ur. 30 maja 1958 w Brooklynie) – amerykański polityk, członek Partii Demokratycznej.

## Działalność polityczna
W okresie od 3 stycznia 2001 do 3 stycznia 2013 przez sześć kadencji był przedstawicielem 2. okręgu, a następnie do 3 stycznia 2017 przez dwie kadencje przedstawicielem 3. okręgu wyborczego w stanie Nowy Jork w Izbie Reprezentantów Stanów Zjednoczonych.